# 6983 Комацусакьо
6983 Комацусакьо (6983 Komatsusakyo) — астероїд головного поясу, відкритий 17 грудня 1993 року.
Тіссеранів параметр щодо Юпітера — 3,164.